# 존 콘트

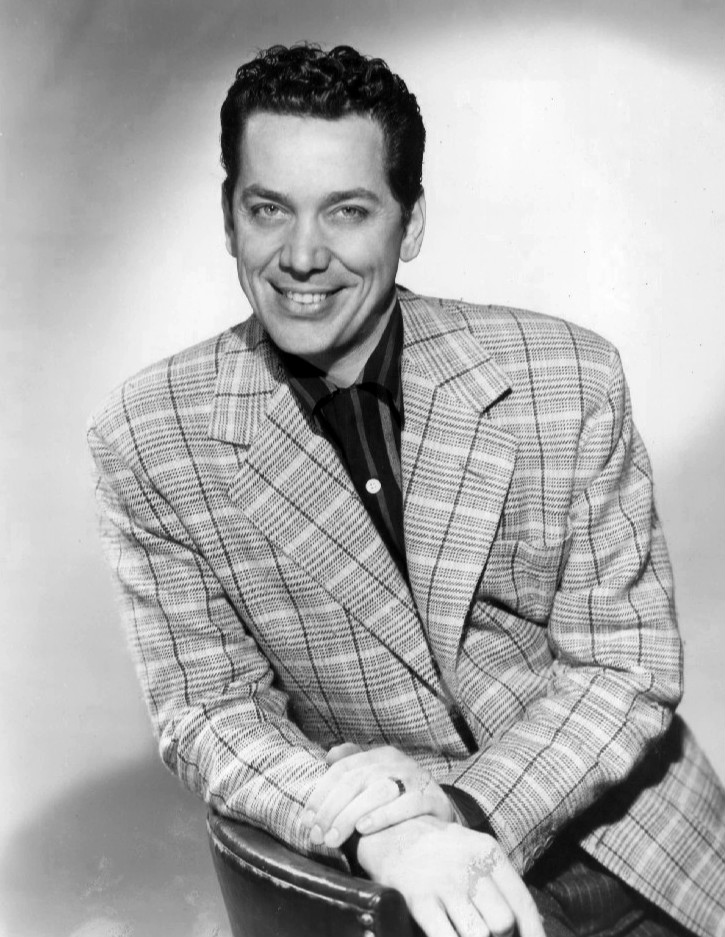

존 콘트(John Conte, 1915년 9월 15일 ~ 2006년 9월 4일)는 미국의 배우, 텔레비전 배우, 연극 배우, 영화배우이다.
매사추세츠주에서 태어났으며 랜초미라지에서 사망하였다.

## 영화
- 카펫베거 (1964년)
- 선셋 77번가 (1958년)
- 페리 메이슨 (1957년)
- 황금팔을 가진 사나이 (1955년)
- 스튜디오 원 (1948년)
- 싸우잰드 치어 (1943년)
- 나치 스파이의 고백 (1939년) - 라디오 아나운서 역
- 더 크라우드 로어스 (1932년) - 아나운서 역